# Утренний (аэропорт)
Утренний — аэропорт в Тазовском районе Ямало-Ненецкого автономного округа. Расположен на западе Гыданского полуострова, в 15 км от Обской губы. Предназначен для обслуживания проекта Арктик СПГ-2.

## История
Тендер на строительство аэропорта был объявлен в 2018 году. В 2020 году строящемуся аэропорту был присвоено название "Утренний".
Аэропорт был открыт в 2021 году - первый рейс совершила авиакомпаний ЮТэир.

## Принимаемые типыВС
Аэропорт принимает Ан-12 (с ограничениями по массе), Ан-24, Ан-26, Gulfstream G550, ATR-42, ATR-72, Dash-6-400, Dash-8 (Q-200, Q-300), L-410, Ми-8, Ми-26 и их модификации, а также ВС классом ниже.

## Происшествия
- 20 октября 2023 года — самолёт авиакомпании ЮТэир выкатился за пределы взлётно-посадочной полосы. Пострадавших нет.[5][6]
- 14 июня 2024 года — Ан-26 (бортовой номер RA-26662), выполнявший чартерный рейс авиакомпании ЮТэир UTR 9706 Сабетта - Утренний, произвёл жёсткую посадку в 2 километрах от аэропорта Утренний. Из 41 человека на борту получили травмы два члена экипажа и один пассажир[7][8]. Корпус самолёта разделился на две части[9]. После происшествия возбуждено уголовное дело[10].
- 11 февраля 2025 года — самолёт Ан-24 авиакомпании ЮТэир, выполнявший рейс UTR-9702 по маршруту Сабетта – Утренний выехал за пределы взлетно-посадочной полосы. Пострадавших нет.[11][12]